# Chiamata leninista
La chiamata leninista nel partito (in russo Ленинский призыв в партию?, Leninskij prizyv v partiju), o semplicemente chiamata leninista (in russo Ленинский призыв?, Leninskij prizyv), indica il reclutamento di massa nel Partito Comunista Russo (bolscevico) iniziato dopo la morte di Vladimir Lenin il 21 gennaio 1924. La relativa decisione fu presa dal Plenum del Comitato Centrale del PCR(b) tra il 29 e il 31 gennaio 1924; in conformità con il decreto "Sull'ammissione dei lavoratori dalla macchina al partito" (in russo О приёме рабочих от станка в партию?, O priëme rabočich ot stanka v partiju), il reclutamento fu indirizzato principalmente verso gli operai, così come ai contadini più poveri.

## Contesto
Le richieste di una maggiore rappresentanza dei lavoratori nel PCR(b) iniziarono ad aumentare durante il X Congresso del partito del 1921, quando i rappresentanti dell'Opposizione dei lavoratori (in russo Рабочая оппозиция?, Rabočaja oppozicija) guidata da Aleksandr Šljapnikov, criticarono Lenin, esprimendo insoddisfazione per il fatto che lui avesse "ingannato gli operai e i contadini", e che gli stessi lavoratori fossero in realtà governati da intellettuali per loro conto. 
Il ricercatore M. S. Voslenskij richiamò l'attenzione sulla prima composizione storica del Consiglio dei commissari del popolo, in cui solo due membri su sedici appartenevano effettivamente alla classe lavoratrice, ovvero Viktor Nogin e Aleksandr Šljapnikov. Inoltre, nella prima composizione del Sovnarkom, vi erano tre nobili: Lenin, A. Lunačarskij e Georgij Oppokov. Una tale composizione del governo non poteva essere adatta ad partito che si autoproclamava come "avanguardia proletaria". 
Gli oppositori chiedevano di "elaborare" la leadership del partito, "divorziare dalle masse" e dalle riforme economiche nello spirito anarco-sindacalista, fino al trasferimento delle più alte funzioni di gestione dell'economia nazionale nelle mani dell'Unione panrussa dei produttori. Le richieste dell'opposizione includevano persino trasferimenti regolari di membri dell'apparato del partito da posizioni di comando "alla macchina". 
Sebbene la piattaforma dell'opposizione operaia sia stata condannata dalla maggioranza del X Congresso come una "deviazione anarco-sindacalista", lo slogan del cosiddetto "lavoro" del partito continuò ad esercitare un'enorme pressione sulla leadership del partito. Avendo sconfitto l'opposizione operaia, Lenin, tuttavia, iniziò la purga generale del 1921. Tra il 1921 e il 1922, il numero degli iscritti al partito fu ridotto di circa la metà, la percentuale di lavoratori tra i delegati del XII Congresso (1923) aumentò rispetto al X Congresso (1921) dal 37% al 53%. Tuttavia, questo risultato fu considerato insufficiente. 
E. H. Carr nota che Trockij sostenne l'accoglienza di massa dei lavoratori nella sua lettera dell'8 ottobre 1923 e che il Politburo adottò una risoluzione al riguardo il 5 dicembre 1923. Nelle sue memorie, Lazar' Kaganovič affermò che Grigorij Zinov'ev non solo sosteneva l'idea di un "appello leninista", ma all'inizio ne sopravvalutò la portata chiedendo di accettare nel partito fino ad un milione di persone nel 1924. 
Tuttavia, il ricercatore E. G. Gimpelson in una serie delle sue opere descrive lo slogan di "elaborare" l'apparato del partito come "decorativo".

## Attuazione
Tra il 22 gennaio 1924 (la data della morte di Lenin) e il 15 maggio (la scadenza per la fine della "bozza" stabilita dal Plenum del Comitato Centrale) furono presentate oltre 350.000 domande di adesione al partito, di cui circa 241.000 furono accettate. Di conseguenza, la percentuale di lavoratori nel PCR(b) è aumentata da gennaio a maggio 1924 dal 44 al 60%. 
Secondo i dati dello storico M. Agurskij, gli operai accettati dal partito erano prevalentemente degli ex contadini, poiché la maggior parte del proletariato pre-rivoluzionario era morto o scomparso durante la guerra civile russa. Bisogna notare che lo stesso Lenin preferiva affidarsi a quadri "coscienti" con almeno dieci anni di esperienza, mentre alla fine della guerra civile il loro numero era fortemente diminuito. All'XI Congresso (1922), Lenin annunciò persino che il "proletariato" era "sparito" in Russia, e Shljapnikov affermò: "Mi congratulo con te per il fatto che sei l'avanguardia di una classe inesistente".
La sessione plenaria di febbraio-marzo 1924 del Comitato centrale adottò un decreto che prevedeva un voto decisivo per tutti i candidati per l'adesione al partito, compreso l'appello leninista. Secondo O. Nazarov, al XIII Congresso di maggio, ciò assicurò la maggioranza dei voti della "trojka" dominante Zinov'ev-Kamenev-Stalin e predeterminò la rotta di Trockij. Durante il 1924, Nazarov cominciò a perdere il potere, e all'inizio del 1925 fu rimosso da posti chiave del Consiglio militare rivoluzionario e del Commissariato del popolo per gli affari militari e navali (Narkomvoenmor). 
A seguito della "chiamata leninista", il numero dei membri del PCR(b), dal XII congresso dell'aprile 1922 al XIII congresso del maggio 1924, è raddoppiato, rispettivamente da 386.000 a 780.000. In alcune fabbriche, il numero di comunisti è raddoppiato, o addirittura aumentato di 4-5 volte. La percentuale di comunisti è passata da 39 persone ogni 1000 lavoratori a 114. 
Nel suo rapporto al XIII Congresso del PCR(b), il 24 maggio, il Segretario Generale Iosif Stalin riassunse i risultati provvisori della "chiamata leninista":
- Aumento del numero di iscritti al PCR(b) da 485.000 a 680.000 persone
- Un aumento della percentuale di lavoratori dal 44,9% al 55,4%, una diminuzione della quota di contadini dal 25,7% al 23% e di "impiegati e altri" dal 29% al 21,6%
- Diminuzione della percentuale di persone con esperienza nel partito fino al 1905 e fino al 1916-1917
- Un aumento indefinito della quota di russi (in russo великоро́ссы?, velikorossy, lett. "grandi russi") che secondo Stalin comprendeva il 72% di tutti i comunisti all'inizio della chiamata, un leggero aumento della percentuale di donne.

Allo stesso tempo, Stalin osservò anche che il 60% degli iscritti tramite la "chiamata leninista" è "politicamente analfabeta". Il ricercatore O. Nazarov pone l'attenzione sul fatto che le "reclute dell'appello leninista" spesso non conoscevano nemmeno la vita di Lenin: "Rispondono alle domande dicendo che il compagno Lenin era un contadino, un operaio della fabbrica di Putilov, ecc. Sorge spontanea la domanda: dov'è il risultato degli studi di partito?” Secondo i materiali dell'organizzazione del Partito di Leningrado dedicati alla "chiamata", "un numero significativo di coloro che sono entrati nel partito [...] sono ancora una massa grezza e formata a metà, non ancora sufficientemente matura dal punto di vista ideologico, facilmente suscettibile a varie influenze". 
Tra i rappresentanti delle minoranze nazionali reclutati nelle organizzazioni di partito sulla base della "chiamata leninista", vi erano molti comunisti non solo "politicamente analfabeti" ma anche analfabeti in generale. Nell'organizzazione del partito comunista kazako (che faceva parte del PCR (b) fino al 1937), il numero di comunisti kazaki aumentò di 7 volte: da 1539 persone nel 1924 a 11 634 persone dal 1 gennaio 1926. Una parte significativa dei nuovi membri della sezione kazaka era analfabeta. Al 1 gennaio 1926, 4 432 comunisti kazaki (38%) su 11634 erano analfabeti. Inoltre, al 1 gennaio 1926, tra i comunisti russi del Kazakistan vi era solo il 4% formato da analfabeti.

## Valutazione
La "chiamata Lenin" cambiò l'élite al potere e trasformò il PCR(b) in un partito di massa. Edward Carr chiamò tale mossa come la sostituzione del "partito d'élite di Lenin con il partito di massa di Stalin". Dal XIV Congresso, il numero degli iscritti superò 1 milione di persone e nel 1933 era cresciuto a 3,5 milioni. Di conseguenza, anche la composizione del Comitato Centrale cambiò: con il XVII Congresso del 1934, il numero di membri era cresciuto fino a 78 membri con 68 candidati, mentre all'inizio, dopo essere salito al potere con il VII Congresso nel 1918, per il CC furono eletti solo 15 membri con 8 candidati. In tali condizioni, il CC, a causa del suo numero elevato, perse gradualmente il controllo, proponendo in primo luogo un organo più ristretto come il Politburo. 
Secondo lo storico Giuseppe Boffa, "l'appello leninista ha segnato un punto di svolta nella creazione del partito", superando quel "pericolo" che vedeva il partito gradualmente diventare in un gruppo chiuso di attivisti e in una sorta di organizzazione burocratica, isolandosi dal resto del paese. Se inizialmente la priorità veniva data agli operai, con il motto del 1925 "Rivolgiamoci al villaggio", entro il 1927 furono accettati nel partito circa 137.000 contadini e, allo stesso tempo, fu anche praticata l'assunzione in massa di membri attivi del Komsomol.
Secondo Michail Voslenskij, l'appello leninista non dovrebbe essere definito "leninista", ma "stalinista".
Secondo Nikolaj Poletika, nel 1925, a seguito del reclutamento di massa, i due terzi del partito iniziarono ad essere lavoratori scarsamente istruiti o addirittura ignoranti, che non capivano "né il bolscevismo e il leninismo, né la socialdemocrazia", ma bramavano solo posti e incarichi importanti, e quindi votavano in modo obbediente per la "linea generale del Comitato Centrale" (che era rappresentata da Stalin), "il 98-99% delle persone che risposero all'appello leninista nel partito era a favore di Stalin, poiché fu lui che aprì per loro le porte al partito". Quando la lotta per il potere iniziò all'interno del PCR(b) negli anni venti, accompagnata da feroci discussioni ideologiche, la maggior parte del partito iniziò ad essere formata dalla gioventù contadina del passato che non comprendeva affatto il contenuto di quelle discussioni.

## Federazione Russa
Nella Federazione russa, le sezioni locali del Partito Comunista conducono periodicamente a loro discrezione la "Chiamata Lenin", volta ad attrarre nuovi membri. La prima fu svolta nel 2005, seguita da quella del 2010 e del 2018.
A partire dal 2016, il partito Russia Giusta organizza un “Appello giusto” prima di ogni elezione locale e regionale, finalizzato ad attirare nuovi candidati da nominare.